# Felipe Giaffone
Felipe Giaffone (São Paulo, 22 de janeiro de 1975) é um automobilista brasileiro, atualmente competindo pela Fórmula Truck. É filho do ex-piloto Zeca Giaffone.
É o maior ganhador da Fórmula Truck nos últimos anos, sendo campeão em 2007, 2009, 2011 e 2016, e vice em 2010 e 2012. Em 2017 foi campeão da Copa Truck. Também trabalha como comentarista do canal Rede Bandeirantes e BandSports.

## Carreira

### Indy
Felipe Giaffone iniciou sua trajetória para chegar a Fórmula Indy em 1996, quando começou a disputar o campeonato da Indy Lights. O piloto não disputou a temporada de 1997 e retornou a categoria um ano depois. Em 1998, chegou a equipe Conquest Racing onde ficou até o ano 2000, vencendo a corrida de Michigan, terminando o campeonato em quarto lugar.
Competiu na IRL pelas equipes Treadway, MoNunn, Dreyer & Reinbold Racing e A. J. Foyt entre os anos de 2001 e 2006. Venceu uma corrida na Fórmula Indy no ano de 2002 pilotando pela MoNunn no oval do Kentucky. Neste mesmo ano finalizou o campeonato em quarto lugar, marcando sua melhor temporada em sua passagem pela Formula Indy.

### Fórmula Truck
Trocou os monopostos americanos pelos brutos da Fórmula Truck no Brasil em 2005, quando competiu pela equipe Roberval Motorsports (Scania).
Em 2006, retornou a IRL, novamente pela equipe de A. J. Foyt, mas não concluiu a temporada devido aos resultados pouco satisfatórios.
Em 2007 retornou a Truck, agora pela equipe oficial da VW, a RM Competições, conquistando o título da temporada. Em 2009, conquistou o segundo título na categoria. Em 2011 repetiu o feito, tornando-se Tri-Campeão da categoria e se firmando como um dos maiores pilotos da história da Fórmula Truck.

## Comentarista
Entre 2009 e 2018, o piloto fez comentários das corridas de Fórmula Indy pela TV Bandeirantes, emissora que já transmitiu a categoria para o Brasil.
Foi contratado pela Rede Globo para ser comentarista das transmissões da Fórmula 1, substituindo Reginaldo Leme, que não teve seu contrato renovado, após o GP do Brasil de 2019. Giaffone permaneceu na Globo até dezembro de 2020, quando a emissora não renovou os direitos de transmissão.
Giaffone voltou em fevereiro de 2021 para a Rede Bandeirantes para compor a equipe de transmissão da Fórmula 1.

## IndyCar Series

### IndyCar Series
| Ano  | Equipe                   | Chassi        | Motor                | 1     | 2      | 3      | 4       | 5       | 6      | 7      | 8      | 9       | 10      | 11      | 12      | 13      | 14     | 15     | 16     | 17  | Colocação | Pontos |
| ---- | ------------------------ | ------------- | -------------------- | ----- | ------ | ------ | ------- | ------- | ------ | ------ | ------ | ------- | ------- | ------- | ------- | ------- | ------ | ------ | ------ | --- | --------- | ------ |
| 2001 | Treadway Racing          | G-Force GF05B | Oldsmobile Aurora V8 | PHX 6 | HMS 4  | ATL 10 | INDY 10 | TXS 2   | PPI 7  | RIR 11 | KAN 4  | NSH 8   | KTY 8   | STL 20  | CHI 10  | TX2 21  |        |        |        |     | 6º        | 304    |
| 2002 | Mo Nunn Racing           | G-Force GF05C | Chevrolet Indy V8    | HMS 7 | PHX 19 | FON 6  | NZR 2   | INDY 3  | TXS 5  | PPI 4  | RIR 3  | KAN 4   | NSH 7   | MIS 3   | KTY 1   | STL 21  | CHI 6  | TX2 17 |        |     | 4º        | 432    |
| 2003 | Mo Nunn Racing           | G-Force GF09  | Toyota Indy V8       | HMS 9 | PHX 3  | MOT 3  | INDY 33 | TXS 17  | PPI 13 | RIR 6  | KAN 22 | NSH Inj | MIS Inj | STL Inj | KTY Inj | NZR Inj | CHI 15 | FON 16 | TX2 19 |     | 20º       | 199    |
| 2004 | Dreyer & Reinbold Racing | Dallara IR-04 | Chevrolet Indy V8    | HMS   | PHX    | MOT    | INDY 15 | TXS 9   | RIR 10 | KAN 16 | NSH 15 | MIL 13  | MIS 16  | KTY 16  | PPI 16  | NZR 16  | CHI 8  | FON 20 | TX2 11 |     | 20º       | 214    |
| 2005 | A. J. Foyt Enterprises   | Panoz GF09C   | Toyota Indy V8       | HMS   | PHX    | STP    | MOT     | INDY 15 | TXS    | RIR    | KAN    | NSH     | MIL     | MIS     | KTY     | PPIR    | SNM    | CHI    | WGL    | FON | 31º       | 15     |
| 2006 | A. J. Foyt Enterprises   | Dallara IR-05 | Honda HI6R V8        | HMS 8 | STP 9  | MOT 15 | INDY 21 | WGL 5   | TXS 16 | RIR 17 | KAN 19 | NSH     | MIL     | MIS     | KTY     | SNM     | CHI    |        |        |     | 17º       | 142    |

### 500 Milhas de Indianápolis
| Ano  | Chassi        | Motor                | Classificação | Resultado | Equipe                   |
| ---- | ------------- | -------------------- | ------------- | --------- | ------------------------ |
| 2001 | G-Force GF05B | Oldsmobile Aurora V8 | 33            | 10        | Treadway Racing          |
| 2002 | G-Force GF05C | Chevrolet Indy V8    | 4             | 3         | Mo Nunn Racing           |
| 2003 | G-Force GF09  | Toyota Indy V8       | 16            | 33        | Mo Nunn Racing           |
| 2004 | Dallara IR-04 | Chevrolet Indy V8    | 25            | 15        | Dreyer & Reinbold Racing |
| 2005 | Panoz GF09C   | Toyota V8            | 33            | 15        | A.J. Foyt Enterprises    |
| 2006 | Dallara IR-05 | Honda V8             | 21            | 21        | A.J. Foyt Enterprises    |

## Resultados na Fórmula Truck
Legenda: (Corridas em negrito indicam pole position); (Corridas em itálico indicam volta mais rápida)
| Ano  | Equipe                      | 1       | 2       | 3       | 4       | 5       | 6       | 7      | 8       | 9       | 10      | Classificação | Pontos |
| ---- | --------------------------- | ------- | ------- | ------- | ------- | ------- | ------- | ------ | ------- | ------- | ------- | ------------- | ------ |
| 2005 | Roberval Motorsports Scania | CAR NP  | GOI 5   | SAO Ret | GUA NP  | LON 7   | CAM C   | CUR 2  | TAR 8   | BSB Ret |         | 14º           | 25     |
| 2007 | RM Competições Volkswagen   | CAS 7   | TAR 5   | SAO 1   | FOR 1   | CAR 1   | GOI Ret | CUR 1  | CAM 2   | BSB 5   |         | 1º            | 156    |
| 2008 | RM Competições Volkswagen   | GUA 6   | GOI 4   | CAR 1   | FOR Ret | SAO 7   | LON 3   | CAM 3  | CUR Ret | TAR 2   | BSB Ret | 4º            | 120    |
| 2009 | RM Competições Volkswagen   | GUA 1   | FOR 4   | CAR 1   | GOI Ret | SAO Ret | LON 1   | ARG 1  | SCZ 4   | CUR Ret | BSB 4   | 1º            | 169    |
| 2010 | RM Competições Volkswagen   | GUA 1   | RIO 5   | CAR 2   | CAM 3   | SAO 4   | LON 3   | ARG 2  | VEL Ret | CUR 2   | BSB 4   | 2º            | 176    |
| 2011 | RM Competições Volkswagen   | SCZ 1   | RIO Ret | CAR 1   | GOI 19  | SAO 1   | LON 1   | ARG 10 | GUA 2   | CUR 11  | BSB 1   | 1º            | 188    |
| 2012 | RM Competições Volkswagen   | VEL 2   | RIO 7   | CAR Ret | GOI Ret | SAO 8   | CAS 2   | ARG 1  | GUA 3   | CUR 3   | BSB 4   | 2º            | 154    |
| 2013 | RM Competições MAN          | TAR Ret | LON 18  | CAR Ret | GOI Ret | SAO 13  | CAS 1   | ARG 2  | GUA 2   | CUR 1   | BSB Ret | 4º            | 114    |
| 2014 | RM Competições MAN          | CAR 11  | CUR 3   | SAO 2   | BSB 2   | CAS 5   | SCZ 4   | ARG 2  | GUA 2   | LON 1   | GOI Ret | 2º            | 184    |

### Resultados na Fórmula Truck após 2015
Legenda: (Corridas em negrito indicam pole position); (Corridas em itálico indicam volta mais rápida)
| Ano  | Equipe             | 1     | 2     | 3       | 4       | 5     | 6     | 7     | 8     | 9     | 10    | 11    | 12    | 13    | 14      | 15      | 16      | 17    | 18    | 19  | 20  | Classificação | Pontos |
| ---- | ------------------ | ----- | ----- | ------- | ------- | ----- | ----- | ----- | ----- | ----- | ----- | ----- | ----- | ----- | ------- | ------- | ------- | ----- | ----- | --- | --- | ------------- | ------ |
| 2015 | RM Competições MAN | CAR 1 | CAR 1 | CAM Ret | CAM Ret | LON 1 | LON 1 | VEL 2 | VEL 2 | GOI 2 | GOI 1 | SCZ 2 | SCZ 2 | CUR 2 | CUR Ret | GUA Ret | GUA Ret | CAS 1 | CAS 1 | LON | LON | 3º            | 316    |